# Кундера, Милан
Ми́лан Ку́ндера (чеш. Milan Kundera; 1 апреля 1929[…], Кралово Поле, Чехословакия — 11 июля 2023[…], VII округ Парижа) — чешский и французский писатель-прозаик, переводчик, поэт, драматург. Родился в Брно, Чехословакия, в 1975 году эмигрировал во Францию. Писал на чешском и французском языках. Самые известные его произведения — романы «Невыносимая лёгкость бытия», «Книга смеха и забвения», «Бессмертие».

## Биография
Отец Милана был пианистом, музыковедом, ректором университета в Брно. Двоюродный брат — писатель и переводчик Людвик Кундера. Во время учёбы в средней школе Милан Кундера написал первые стихи. После Второй мировой войны подрабатывал разнорабочим и джазовым музыкантом.
Кундера окончил школу в 1948 году. Начал учиться на философском факультете Карлова университета (Прага), изучал музыковедение, кино, литературу и эстетику, после двух семестров перевёлся на факультет кино Пражской академии музыкального искусства.
В 1950 году прервал обучение по политическим причинам, однако окончил его в 1952 году. Работал ассистентом и позже профессором академии на факультете кино, преподавал мировую литературу. В то же время он вступил в редакционные советы литературных журналов «Literární noviny» и «Listy».
В Коммунистической партии Чехословакии состоял с 1948 по 1950 год. В 1950 году был исключён из КПЧ за «антипартийную деятельность и индивидуалистские тенденции». С 1956 по 1970 год снова в КПЧ.
В 1953 году опубликовал свою первую книгу. До середины 1950-х занимался переводами, эссе, драматургией. Стал известен после выпуска собрания стихов и выхода трёх частей цикла новелл «Смешные любови», написанных и опубликованных с 1958 по 1968 год.
В его первом романе «Шутка» (1967) речь идёт о положении чешской интеллигенции в условиях советской действительности. В этом же году Кундера принял участие в IV съезде союза писателей Чехословакии, где впервые открыто прозвучали призывы к демократизации общественной и политической жизни страны и который начал процессы, приведшие к «Пражской весне».
После операции «Дунай» в августе 1968 года Кундера принимал участие в ряде демонстраций и собраний протеста, за что был лишён возможности преподавать. Его книги были изъяты из всех библиотек Чехословакии.
В 1970 году по обвинению в соучастии в революционных событиях был повторно исключён из партии, ему было запрещено публиковаться.
В 1970 году Кундера закончил второй роман «Жизнь не здесь», в гротескно-сюрреалистической форме повествующий о кризисе личности и творческой деградации поэта в условиях формирования социалистической Чехословакии. Главный герой романа — молодой поэт Яромил — эволюционирует от сюрреализма в духе А. Бретона к социалистическому реализму. Роман был издан в 1973 году в Париже.
Третий роман — «Вальс на прощание» (1971) — изящное повествование о пребывании нескольких героев в курортном городке. Это первый роман Кундеры, посвящённый, главным образом, интимной, сексуальной тематике.
В 1975 году Кундера уезжает из Чехословакии во Францию. Был приглашён профессором в Реннский университет (регион Бретань, Франция).
Четвёртый роман Кундеры «Книга смеха и забвения» (1978) представляет собой цикл из нескольких историй и эссе, объединённых общими персонажами (Тамина, сам Кундера), темами и образами (смех, ангелы, Прага). За эту книгу в 1979 году чехословацкое правительство лишило писателя гражданства. Следующие за этой книгой романы были запрещены для издания в Чехословакии.
Кундере, который с 1981 года был гражданином Франции, вернули чешское гражданство лишь в 2019 году.
«Невыносимая лёгкость бытия» — роман Кундеры, написанный в 1982 году и впервые опубликованный в 1984 г. во Франции, в переводе на французский. Действие происходит в 1968 году в Праге. В 1988 году роман был экранизирован Филиппом Кауфманом.
Некоторые критики относят это произведение к постмодернизму.
Первое издание на чешском языке вышло в 1985 году в издательском доме «68 издателей» (Торонто). Во второй раз на чешском языке книга вышла в октябре 2006 года, в Брно спустя 17 лет после бархатной революции (до тех пор Кундера не признавал её).
Роман «Бессмертие» (1990) — последний, написанный им на чешском языке.
С начала 1990-х годов Кундера писал по-французски. Три французских романа — «Неспешность» (1993), «Подлинность» (1998), «Неведение» (2000) — более миниатюрные, камерные, нежели его чешские романы.
В октябре 2008 года сотрудник чешского Института изучения тоталитарных режимов Адам Градилек опубликовал в еженедельнике «Respekt» статью о том, что Кундера в 1950 году донёс полиции о Мирославе Дворжачеке, который сначала бежал в ФРГ, а затем тайно вернулся в Чехословакию в качестве агента американской разведки. Дворжачек был приговорён к 22 годам заключения, из которых отбыл 14. После публикации Кундера заявил: «Я просто шокирован всей этой историей, о которой мне ничего не известно и которой вообще не было. Мне совершенно неизвестен человек, о котором идёт речь. Это ложь». Утверждения о том, что писатель якобы был доносчиком, вызвали горячие споры в Чехии, где Кундеру считают национальным героем. В ноябре того же года известные литераторы написали открытое письмо в поддержку Кундеры: они осудили СМИ, тиражировавшие информацию, которая, по их мнению, была сомнительной и при внимательном чтении оказывалась лишённой каких-либо доказательств. Среди авторов письма были Нобелевские лауреаты Габриэль Гарсиа Маркес, Дж. М. Кутзее, Орхан Памук, Надин Гордимер, а также Салман Рушди, Филип Рот, Хорхе Семпрун и другие.
В 2009 году Кундере было присвоено звание почётного гражданина его родного города Брно.
Проживал в Париже. Изредка Кундера ездил в Чехию встретиться со старыми друзьями, но всегда делал это инкогнито. С 1980-х категорически отказывался общаться со СМИ и вёл закрытый образ жизни.
В 2019 году Кундере вернули чешское гражданство. Встреча с послом Чехии Петром Друлаком прошла в доме писателя во Франции 28 ноября. По словам Друлака, он от лица всей Чехии извинился перед Кундерой «за нападки, которые тот переносил годами».
Умер 11 июля 2023 года.

### Романы
- «Шутка» (чеш. Žert, 1967)
- «Жизнь не здесь» (чеш. Život je jinde, 1969)
- «Вальс на прощание» (чеш. Valčík na rozloučenou, 1972)
- «Книга смеха и забвения» (чеш. Kniha smíchu a zapomnění, 1978)
- «Невыносимая лёгкость бытия» (чеш. Nesnesitelná lehkost bytí, 1984)
- «Бессмертие» (чеш. Nesmrtelnost, 1990)
- «Неспешность» (фр. La Lenteur, 1995)
- «Подлинность» (фр. L’Identité, 1998)
- «Неведение» (фр. L’Ignorance, 2000)
- «Торжество незначительности» (фр. La Fête de l’insignifiance, 2014)

### Сборник новелл
- «Смешные любови» (чеш. Směšné lásky, 1969) текст

### Пьесы
- «Владелец ключей» (чеш. Majitelé klíčů, 1962)
- «Промах» (чеш. Ptákovina, 1966)
- «Две сплетни, две свадьбы» (чеш. Dvě uši, dvě svatby, 1968)
- «Жак и его господин» (чеш. Jakub a jeho pán: Pocta Denisu Diderotovi, 1971)

### Поэзия
- «Человек — необъятный сад» (чеш. Člověk, zahrada širá, 1953)
- «Последний май» (чеш. Poslední máj, 1954 — 1955 — 1961)
- «Монологи» (чеш. Monology, 1957 — 1964 — 1965)

### Эссе
- «О спорах наследственных» (чеш. O sporech dědických, 1955)
- «Искусство романа: путь Владислава Ванчуры к великому эпосу» (чеш. Umění románu: Cesta Vladislava Vančury za velkou epikou, 1960)
- «Чешское соглашение» (чеш. Český úděl, 1968)
- «Радикализм и эксгибиционизм» (чеш. Radikalizmus a expozice, 1969)
- «Похищение Запада, или Трагедия Центральной Европы» (чеш. Únos západu aneb Tragédie střední Evropy, 1983) текст
- «Искусство романа» (фр. L'art du roman, 1986)
- «Нарушенные завещания» (фр. Les testaments trahis, 1993)
- «Занавес» (фр. Le rideau, 2005)
- «Встреча» (фр. Une rencontre, 2009)

## Постановки
- В 1963 году по его пьесе был поставлен спектакль «Поворот ключа» в Рижском ТЮЗе.